# Castel di Sangro Calcio 1996-1997
Questa voce raccoglie le informazioni riguardanti il Castel di Sangro Calcio nelle competizioni ufficiali della stagione 1996-1997.

## Stagione
In questa stagione il Castel di Sangro gioca per la prima volta nella sua storia in Serie B.
Arrivano Massimo Lotti, Luca D'Angelo, Guido Di Fabio, Danilo Di Vincenzo, Fabio Rimedio, Andrea Pistella, Domenico Cristiano e Filippo Biondi. L'eco della grande impresa attira a Castel di Sangro uno scrittore statunitense, Joe McGinniss, intenzionato a studiare per un intero anno la squadra e l'ambiente cittadino. Ne nascerà il libro Il Miracolo di Castel di Sangro: ovvero promozione e salvezza in Serie B.
Con lo stadio Patini in fase di ampliamento, il Castel di Sangro ottiene ospitalità presso lo stadio Guido Angelini di Chieti dove vince contro Cosenza, Cremonese e Padova: quest'ultimo viene battuto da un gol di Di Vincenzo contro Walter Zenga. Per la partita inaugurale nel nuovo stadio bisogna attendere il 1º dicembre, ospite il Genoa, ma una violenta bufera di neve rende il campo impraticabile e costringe l'arbitro alla sospensione dopo 25 minuti.
A fine novembre il presidente Gabriele Gravina  lascia la carica a Luciano Russi, rettore dell'Università degli studi di Teramo.
Il 10 dicembre 1996 muoiono in un tragico incidente stradale sull'Autostrada del Sole nei pressi di Orvieto i giocatori Danilo Di Vincenzo e Filippo Biondi. Nella gara successiva, il 15 dicembre contro la Lucchese (0-0) due stelle vengono innalzate dai sostenitori giallorossi a ricordo. In seguito verrà dedicata loro una scultura all'ingresso dello Stadio "Teofilo Patini".
Il Castello naviga sul fondo della classifica, ma a gennaio inanella un tris di vittorie casalinghe contro Lecce (grazie alla coppia Galli-Bonomi), Salernitana (Bonomi, poi De Juliis para il rigore di Artistico) e Genoa nel recupero del 15 gennaio (rovesciata-gol di Altamura). Sono nove punti che trasportano la squadra fuori dalla zona retrocessione. Nel mercato invernale la rosa viene ampliata con Daniele Russo (suo il gol del pareggio a Cosenza), Daniele Franceschini e il diciannovenne centravanti Gionatha Spinesi, match-winner al Patini contro Palermo e Reggina.
Il 7 marzo 1997 il difensore giallorosso Pierluigi Prete viene arrestato con l'accusa di spaccio di sostanze stupefacenti ma dopo 21 giorni viene scarcerato per insufficienza di prove.

La squadra in campo con la terza divisa blu nella trasferta di Lecce del 18 maggio 1997

Dopo due sconfitte interne per 1-3 con Bari e Foggia, arriva quella decisiva: 0-2 per mano di un Empoli destinato alla Serie A, nella prima gara in posticipo serale trasmesso in pay-tv nella storia del Castello. Alla ripresa degli allenamenti, Jaconi rivoluziona lo schema di gioco: attenuazione della tattica del "fuorigioco"; rafforzamento della difesa con l'arretramento di Davide Cei a libero "classico"; infoltimento del centrocampo con l'inserimento di un uomo tolto dalla coppia d'attacco; "via libera" alle scorribande offensive di Martino e Bonomi; Gionatha Spinesi unica punta. Il modulo 1-3-5-1 frutta subito il pari a Padova con gol di Albieri e poi la vittoria in casa sul Cesena di Hubner con il primo goal di Alberti. A Brescia, contro la prima della classe, il Castel di Sangro va in vantaggio con Bonomi, di testa. Solo dopo l'espulsione di Alberti le rondinelle riescono a ribaltare il risultato. Arriva poi la vittoria allo stadio Luigi Ferraris contro il Genoa per 3-1 in una gara sotto il diluvio, decisa dalle parate di Lotti e dai gol di D'Angelo, Bonomi e Pistella: resterà l'unica vittoria esterna di tutto il campionato.
In casa è da ricordare la vittoria in inferiorità numerica contro il Torino per 2-1, sancita nel secondo tempo da un preciso tiro di Guido Di Fabio. Le sconfitte di Lucca (due traverse colpite) e Salerno (gol subito al 90°) permettono al Cosenza di avvicinarsi in classifica. Con l'ultima partita da giocare a Bari, proibitiva in quanto i pugliesi sono alla ricerca dei punti decisivi per la promozione in Serie A, i sangrini si giocano tutte le possibilità di salvezza domenica 8 giugno al "Patini" nel derby contro il Pescara. In vantaggio con Pistella e raggiunti a metà ripresa da Di Giannatale, i giallorossi riescono a incamerare i tre punti con un gol di Claudio Bonomi. Il contemporaneo pareggio del Padova contro il diretto concorrente Cosenza, arrivato nei minuti di recupero, sancisce la matematica retrocessione dei calabresi e la salvezza degli abruzzesi con una gara d'anticipo, rendendo ininfluente la sconfitta per 3-1 maturata al San Nicola.
Si tratta di una salvezza miracolosa per i sangrini, maturata a spese di compagini ben più blasonate come Palermo, Cesena e Cremonese.

## Rosa
| N. |                   | Ruolo | Calciatore                 |
| -- | ----------------- | ----- | -------------------------- |
| 1  | Italia (bandiera) | P     | Roberto De Iuliis          |
| 12 | Italia (bandiera) | P     | Massimo Lotti              |
|    | Italia (bandiera) | P     | Fabio Sellaroli            |
| 22 | Italia (bandiera) | P     | Pietro Spinosa             |
| 6  | Italia (bandiera) | D     | Antonio Altamura           |
| 5  | Italia (bandiera) | D     | Davide Cei                 |
| 4  | Italia (bandiera) | D     | Luca D'Angelo              |
| 2  | Italia (bandiera) | D     | Pietro Fusco               |
| 13 | Italia (bandiera) | D     | Massimiliano Gori          |
| 3  | Italia (bandiera) | D     | Pierluigi Prete            |
| 23 | Italia (bandiera) | D     | Fabio Rimedio              |
| 17 | Italia (bandiera) | D     | Daniel Terrera             |
| 8  | Italia (bandiera) | C     | Roberto Alberti Mazzaferro |
| 25 | Italia (bandiera) | C     | Luca Albieri               |
| 21 | Italia (bandiera) | C     | Filippo Biondi †           |

| N. |                   | Ruolo | Calciatore           |
| -- | ----------------- | ----- | -------------------- |
| 14 | Italia (bandiera) | C     | Claudio Bonomi       |
| 16 | Italia (bandiera) | C     | Domenico Cristiano   |
| 15 | Italia (bandiera) | C     | Guido Di Fabio       |
| 27 | Italia (bandiera) | C     | Daniele Franceschini |
| 7  | Italia (bandiera) | C     | Tonino Martino       |
| 20 | Italia (bandiera) | C     | Paolo Melotti        |
| 10 | Italia (bandiera) | C     | Paolo Michelini      |
| 24 | Italia (bandiera) | C     | Daniele Russo        |
| 11 | Italia (bandiera) | A     | Danilo Di Vincenzo † |
| 28 | Italia (bandiera) | A     | Mariano Fioravanti   |
| 9  | Italia (bandiera) | A     | Giacomo Galli        |
| 19 | Italia (bandiera) | A     | Andrea Pistella      |
| 26 | Italia (bandiera) | A     | Gionatha Spinesi     |
| 18 | Italia (bandiera) | C     | Raffaele Pistola     |

## Risultati

### Serie B

#### Girone di andata
| Arbitro: | Nucini (Bergamo) |

|                        |           |  |
| Di Vincenzo 20’ (rig.) | Marcatori |  |

| Arbitro: | Pin (Conegliano) |

|                                |           |  |
| Chianese 7’ Melotti 25’ (aut.) | Marcatori |  |

| Arbitro: | Lana (Torino) |

|                         |           |  |
| Bonomi 59’ Verolino 90’ | Marcatori |  |

| Arbitro: | Gambino (Barletta) |

|                                    |           |  |
| Saurini 36’ (rig.), 59’ Vasari 82’ | Marcatori |  |

| Arbitro: | Gronda (Genova) |

|                       |           |  |
| Cerbone 54’ Fiore 71’ | Marcatori |  |

| Arbitro: | Cesari (Genova) |

|  |           |                       |
|  | Marcatori | 20’ Zauli 75’ Schwoch |

| Arbitro: | Dagnello (Trieste) |

|              |           |          |
| Esposito 35’ | Marcatori | 8’ Galli |

| Arbitro: | Piretti (Ravenna) |

|                 |           |  |
| Di Vincenzo 73’ | Marcatori |  |

| Arbitro: | Serena (Bassano del Grappa) |

|          |           |  |
| Bosi 48’ | Marcatori |  |

| Arbitro: | Rossi (Ciampino) |

|  |           |                                  |
|  | Marcatori | 75’ Corrado 86’ (rig.), 90’ Neri |

| Arbitro: | Piretti (Ravenna) |

|            |           |  |
| Marino 48’ | Marcatori |  |

| Arbitro: | Ercolino (Cassino) |

|              |           |  |
| Altamura 23’ | Marcatori |  |

| Arbitro: | Nucini (Bergamo) |

|                |           |  |
| Brioschi 90+4’ | Marcatori |  |

| Castel di Sangro 15 dicembre 1996 14ª giornata | Castel di Sangro   | 0 – 0 referto | Lucchese | Stadio Teofilo Patini (2 075 spett.)\| Arbitro: \| Stafoggia (Pesaro) \| |
| Arbitro:                                       | Stafoggia (Pesaro) |               |          |                                                                          |

| Arbitro: | Preschern (Mestre) |

|              |           |  |
| Ferrante 22’ | Marcatori |  |

| Arbitro: | De Santis (Tivoli) |

|                      |           |           |
| Galli 10’ Bonomi 50’ | Marcatori | 7’ Mazzeo |

| Arbitro: | Sirotti (Forlì) |

|                   |           |  |
| Bonomi 44’ (rig.) | Marcatori |  |

| Arbitro: | Beschin (Legnago) |

|                         |           |            |
| F. Giampaolo 17’ (rig.) | Marcatori | 19’ Bonomi |

| Arbitro: | Bonfrisco (Monza) |

|                   |           |                                   |
| Bonomi 68’ (rig.) | Marcatori | 52’ Doll 77’ Di Vaio 90+2’ Annoni |

#### Girone di ritorno
| Arbitro: | De Santis (Tivoli) |

|                    |           |             |
| Alessio 15’ (rig.) | Marcatori | 90+2’ Russo |

| Arbitro: | Serena (Bassano del Grappa) |

|              |           |                                                |
| Pistella 36’ | Marcatori | 10’ De Angelis 51’ (rig.) Colacone 70’ Axeldal |

| Arbitro: | Branzoni (Pavia) |

|                                |           |                     |
| Mirabelli 56’ Giandebiaggi 89’ | Marcatori | 90+2’ (rig.) Bonomi |

| Arbitro: | Sirotti (Forlì) |

|             |           |  |
| Spinesi 69’ | Marcatori |  |

| Castel di Sangro 2 marzo 1997 24ª giornata | Castel di Sangro  | 0 – 0 referto | Chievo | Stadio Teofilo Patini (3 667 spett.)\| Arbitro: \| Messina (Bergamo) \| |
| Arbitro:                                   | Messina (Bergamo) |               |        |                                                                         |

| Arbitro: | Bolognino (Milano) |

|             |           |  |
| Schwoch 40’ | Marcatori |  |

| Arbitro: | Pin (Conegliano) |

|  |           |                           |
|  | Marcatori | 51’ Baldini 87’ Tricarico |

| Arbitro: | Piretti (Ravenna) |

|               |           |             |
| Bianchini 16’ | Marcatori | 83’ Albieri |

| Arbitro: | Branzoni (Pavia) |

|             |           |  |
| Alberti 85’ | Marcatori |  |

| Arbitro: | Racalbuto (Gallarate) |

|                                    |           |            |
| Campolonghi 60’, 80’ Kovačić 90+1’ | Marcatori | 49’ Bonomi |

| Arbitro: | Gambino (Barletta) |

|             |           |  |
| Spinesi 45’ | Marcatori |  |

| Arbitro: | Bettin (Padova) |

|                    |           |                                      |
| Fusco 45+1’ (aut.) | Marcatori | 11’ D'Angelo 79’ Bonomi 85’ Pistella |

| Arbitro: | Lana (Torino) |

|            |           |              |
| Spinesi 8’ | Marcatori | 39’ Bellucci |

| Arbitro: | Serena (Bassano del Grappa) |

|                      |           |                 |
| Paci 2’ Rastelli 52’ | Marcatori | 12’ (aut.) Paci |

| Arbitro: | Ceccarini (Livorno) |

|                              |           |                |
| Longo 6’ (aut.) Di Fabio 68’ | Marcatori | 31’ Scarchilli |

| Lecce 18 maggio 1997 35ª giornata | Lecce              | 0 – 0 referto | Castel di Sangro | Stadio Via del Mare (11 804 spett.)\| Arbitro: \| Preschern (Mestre) \| |
| Arbitro:                          | Preschern (Mestre) |               |                  |                                                                         |

| Arbitro: | Dagnello (Trieste) |

|             |           |  |
| Masinga 88’ | Marcatori |  |

| Arbitro: | Trentalange (Torino) |

|                         |           |                   |
| Pistella 30’ Bonomi 81’ | Marcatori | 76’ Di Giannatale |

| Arbitro: | Treossi (Forlì) |

|                                   |           |                     |
| Ventola 1’ Guerrero 33’ Volpi 43’ | Marcatori | 45+1’ (rig.) Bonomi |

### Coppa Italia

#### Fase a eliminazione diretta
| Arbitro: | Branzoni (Pavia) |

|  |           |                    |
|  | Marcatori | 38’ Ponzo 45’ Bosi |

## Statistiche

### Statistiche di squadra
| Competizione | Punti | In casa | In casa | In casa | In casa | In casa | In casa | In trasferta | In trasferta | In trasferta | In trasferta | In trasferta | In trasferta | Totale | Totale | Totale | Totale | Totale | Totale | DR  |
| Competizione | Punti | G       | V       | N       | P       | Gf      | Gs      | G            | V            | N            | P            | Gf           | Gs           | G      | V      | N      | P      | Gf     | Gs     | DR  |
| ------------ | ----- | ------- | ------- | ------- | ------- | ------- | ------- | ------------ | ------------ | ------------ | ------------ | ------------ | ------------ | ------ | ------ | ------ | ------ | ------ | ------ | --- |
| Serie B      | 44    | 19      | 11      | 3       | 5       | 18      | 17      | 19           | 1            | 5            | 13           | 11           | 28           | 38     | 12     | 8      | 18     | 29     | 45     | -16 |
| Coppa Italia |       | 1       | 0       | 0       | 1       | 0       | 2       | 0            | 0            | 0            | 0            | 0            | 0            | 1      | 0      | 0      | 1      | 0      | 2      | -2  |
| Totale       | -     | 20      | 11      | 3       | 6       | 18      | 19      | 19           | 1            | 5            | 13           | 11           | 28           | 39     | 12     | 8      | 19     | 29     | 47     | -18 |

### Andamento in campionato
| Giornata  | 1 | 2  | 3 | 4 | 5  | 6  | 7  | 8  | 9  | 10 | 11 | 12 | 13 | 14 | 15 | 16 | 17 | 18 | 19 | 20 | 21 | 22 | 23 | 24 | 25 | 26 | 27 | 28 | 29 | 30 | 31 | 32 | 33 | 34 | 35 | 36 | 37 | 38 |
| --------- | - | -- | - | - | -- | -- | -- | -- | -- | -- | -- | -- | -- | -- | -- | -- | -- | -- | -- | -- | -- | -- | -- | -- | -- | -- | -- | -- | -- | -- | -- | -- | -- | -- | -- | -- | -- | -- |
| Luogo     | C | T  | C | T | T  | C  | T  | C  | T  | C  | T  | C  | T  | C  | T  | C  | C  | T  | C  | T  | C  | T  | C  | C  | T  | C  | T  | C  | T  | C  | T  | C  | T  | C  | T  | T  | C  | T  |
| Risultato | V | P  | V | P | P  | P  | N  | V  | P  | P  | P  | V  | P  | N  | P  | V  | V  | N  | P  | N  | P  | P  | V  | N  | P  | P  | N  | V  | P  | V  | V  | N  | P  | V  | N  | P  | V  | P  |
| Posizione | 5 | 13 | 4 | 8 | 14 | 16 | 14 | 14 | 16 | 16 | 17 | 13 | 19 | 20 | 20 | 20 | 18 | 16 | 16 | 16 | 18 | 20 | 14 | 14 | 15 | 19 | 19 | 15 | 15 | 14 | 13 | 14 | 15 | 14 | 14 | 16 | 15 | 15 |

Fonte:  Serie B 1996-97 – Classifica, su calcio-seriea.net.
Legenda:

Luogo: C = Casa; T = Trasferta. Risultato: V = Vittoria; N = Pareggio; P = Sconfitta.